# Radnai Márk
Radnai Márk (Budapest, 1988. március 26. –) magyar színművész, színházi rendező, startuper, politikus. 2024-től a TISZA Párt operatív működéséért felelős alelnöke.

## Pályafutása
Piliscsabán nőtt fel, édesapja Radnai László reklámszakember, a Jobbik volt kommunikációs igazgatója, édesanyja ingatlanfejlesztő volt.
Az esztergomi Temesvári Pelbárt Ferences Gimnázium tanulója volt 2000–2006 között, majd az érettségi után a Keleti István Művészeti Iskolába nyert felvételt. A Színház- és Filmművészeti Egyetemre rendezőnek jelentkezett, de a színész szakra vették fel, ahol 2012-ben végzett Máté Gábor osztályában. Mindeközben 2010-ben párhuzamosan felvételt nyert színházrendező szakra, ahol Székely Gábor és Bodó Viktor voltak az osztályfőnökei. A képzést nem fejezte be.
2011-ben megalapította a 011 Alkotócsoportot, akikkel a hazai színjátszásban nem megszokott progresszív, kifejezetten fiataloknak szóló, filmszerű színházat kezdtek el játszani. Egy kritikára reagálva 2015-ben megfenyegette Koltai Tamás az Élet és Irodalom kritikusát, hogy eltöri az ujjait; a nagy sajtóvisszhangott kapott esemény után otthagyja a színházat.
Ugyanebben az évben felkérték az akkor induló Holnap Tali című sorozat rendezőjének, amiből 240 epizódot rendezett. 2018-ban a Korhatáros szerelem második évadát rendezte, majd a Drága örökösök főrendezője lett, amit naponta több mint egymillió ember nézett a televízióban.
2020-ban megalapította a SzínházTV nevű platformot, amely színházközvetítésekkel foglalkozott. Az oldal 2023-ban befejezte a tevékenységét.

### Politikai pályafutása
2024-től a Tisza Párt alelnöke, operatív vezetője, felelősségi köre a rendezvények és a videós tartalmak.

## Magánélete
Korábban együtt élt Erdélyi Tímea színésznővel.

## Fontosabb szerepei [filmek]
- A rekonstruált emberek (magyar filmetűd, 2009) – rendező
- Zárt ajtók (magyar filmetűd, 2010) – színész
- Hangyatérkép (filmetűd, 2010) – színész
- Munkaügyek (magyar filmsorozat, 2012) – színész
- Flash (magyar tévéfilm sorozat, 2011) – színész
- Hacktion: Újratöltve (magyar filmsorozat, 2012) – színész
- Strike back (angol sorozat, 2014) – színész
- Nem tűntem el (magyar tvfilm, 2014) – színész)
- Droszt (magyar tvfilm, 2014) – rendező
- Stike Back (angol akciósorozat, 2014) – színész
- A szerdai gyerek (magyar nagyjátékfilm, 2014) – színész
- X Camp (kanadai háborús sorozat, 2015) – színész
- Holnap Tali! (magyar sorozat, 2016) – színész
- Korhatáros szerelem (magyar sorozat, 2018) – színész

## Színházi rendezései
- Tarantino-Fekete-Radnai-011: Kutyaszorítóbban (gengsztermű, 2011) – rendező
- Nóti-Ivanyos-Radnai-011: Lepsénynél még megvolt (kabaré, 2012) – rendező
- Molière: Mizantróp (színmű, 2012) – rendező
- Radnai-Kubiszyn: Meanwhile in Kansas (fikciós-trash kórkép, 2013)- író, rendező
- Radnai-Ivanyos: Droszt – (filmszínház, 2013) – író, rendező
- Martin McDonagh: Párnaember (pszichothriller, 2014) – rendező
- Vinnai András: Garzonpánik (sci-fi-vígjáték, 2014) – rendező
- Radnai – Ivanyos: Valóság szoba (progresszív beavató színház, 2014) – rendező
- Patrick Marber: Closer (dráma, 2015) – rendező
- Divinyi Réka: A Játékkészítő(mese, 2015) – vizuális rendező
- Martin McDonagh: A nagy kézrablás (fekete komédia, 2016) – rendező
- Gianina Cărbunariu: Mady Baby (2020) – rendező [14][15][16]

## Filmes és televíziós rendezései
- Holnap Tali! (magyar sorozat, 2016)
- Korhatáros szerelem (magyar sorozat, 2018)
- Drága örökösök (magyar sorozat, 2019)
- Egyszer volt Budán Bödör Gáspár (magyar sorozat, 2020)

## Díjai, elismerései
- Szegedi Ifjúsági Filmfesztivál, 2009 (Rekonstruált emberek) – Fődíj
- Titánium Szemle, 2013 – (Droszt) – Átrium Díj
- Titánium Szemle, 2014 (legjobb rendezés – Droszt) – Az Év Titánja
- Vidor Fesztivál, 2015 (Garzonpánik) – Pulcinella-díj